# Chacina da Baixada
A Chacina da Baixada, como ficou conhecido este episódio, foi uma chacina que ocorreu na noite de 31 de março de 2005, quando policiais militares assassinaram a tiros 29 pessoas e feriram outras duas em diferentes pontos dos municípios de Nova Iguaçu e Queimados, na Baixada Fluminense. Foi a maior chacina da história do Rio de Janeiro.

## História

### Crime
Cinco policiais militares à paisana se reuniram em um bar, no centro de Nova Iguaçu, na noite de 31 de março de 2005, onde demonstravam insatisfação com o endurecimento das normas impostas após uma troca de comando em uma série de batalhões da PM na região. Revoltados, planejaram uma vingança contra o comando da corporação praticando terrorismo, a fim de causar caos social.
Quatro dos cinco PMs deixaram o bar em um Gol e passaram atirando a esmo pelas ruas de Nova Iguaçu, tentando fazer o maior número de vítimas possível. Acabaram executando 17 pessoas. Depois, seguiram pelas ruas de Queimados, município vizinho, seguindo a mesma estratégia de assassinar quem estava pelo caminho e fizeram outras 12 vítimas, totalizando 29 pessoas mortas nas duas cidades da Baixada Fluminense.

### Julgamento
Em maio de 2005, o Ministério Público denunciou 11 PMs pelo envolvimento na Chacina da Baixada, dos quais seis foram pronunciados com a decisão de irem a júri popular em fevereiro de 2006, enquanto que os demais foram liberados por falta de provas. Dentre os que tiveram a denúncia aceita, o PM Gilmar da Silva Simão, que tentava o benefício da delação premiada, foi executado com 15 tiros, minutos após prestar depoimento.
A Justiça condenou os cinco policiais entre os anos de 2006 e 2009, que de acordo com o MP faziam parte de um grupo de extermínio que atuava naquela região.